# Rasbora steineri
Rasbora steineri är en fiskart som beskrevs av Nichols och Pope 1927. Rasbora steineri ingår i släktet Rasbora och familjen karpfiskar. IUCN kategoriserar arten globalt som livskraftig. Inga underarter finns listade i Catalogue of Life.